# Starobilsk
Starobilsk (în ucraineană Старобільск) este orașul raional de reședință al raionului Starobilsk din regiunea Luhansk, Ucraina. În afara localității principale, nu cuprinde și alte sate.

## Demografie
Componența lingvistică a orașului Starobilsk
     Ucraineană (60,84%)
     Rusă (38,68%)
     Alte limbi (0,12%)
Conform recensământului din 2001, majoritatea populației orașului Starobilsk era vorbitoare de ucraineană (60,84%), existând în minoritate și vorbitori de rusă (38,68%).